# 埃莉诺·哈维
埃莉诺·哈维（英語：Eleanor Harvey，1995年1月14日—），加拿大女子击剑运动员，2019年泛美运动会女子花剑团体银牌得主、女子花剑个人和女子佩剑团体铜牌得主、2023年泛美运动会女子花剑个人银牌得主、2024年夏季奥林匹克运动会女子花剑个人铜牌得主。